# Miguel Ferrer
Miguel Ferrer (født 7. februar 1955 - død 19. januar 2017) var en amerikansk skuespiller. Han var bedst kendt for sin rolle som Bob Morton i Robocop fra (1987), og som stemmen bag Shan-Yu i Mulan fra (1998).